# Тальхайм-ан-дер-Тур
Та́льхайм-ан-дер-Тур (нем. Thalheim an der Thur, алем. нем. Taalhäim a de Tuur) — коммуна в Швейцарии, в кантоне Цюрих.
Входит в состав округа Андельфинген. Население составляет 768 человек (на 31 декабря 2007 года). Официальный код — 0039.